# Ботта, Рубен
Рубен Алехандро Ботта Монтеро (исп. Rubén Alejandro Botta Montero; род. 31 января 1990, Сан-Хуан) — аргентинский футболист, вингер.

## Биография
Воспитанник клуба «Бока Хуниорс», но на профессиональном уровне дебютировал в столичном «Тигре». С 2013 по 2015 год выступал за «Интернационале», в который перешёл в качестве свободного агента.
Был одним из самых эффективных игроков чемпионата Аргентины по системе «удачная обводка». 84 % обводки Ботты заканчивались успешно.
С 2015 по 2017 год выступал за «Пачуку». С этим клубом выиграл чемпионат Мексики (Клаусуру) в 2016 году.
С 2017 года выступает за «Сан-Лоренсо де Альмагро».